# 명문제약
명문제약은 1983년 설립한 대한민국의 완제 의약품 제조 업체이다.

## 연혁
- 1983년 9월 명문제약 공업사 설립 (소재지:경기 안양시 관양동 84-2)
- 1986년 4월 붙이는 멀미약 키미테 시판
- 1986년 7월 기존 사명을 명문제약공업사를 현재 사명을 명문제약주식회사 법인전환
- 1986년 9월 의료용 마약류 취급자(제조업자) 허가 취득
- 1988년 3월 우수의약품제조관리기준 (KGMP) 공장 완공 (소재지:경기도 화성시 향남제약공단)
- 1994년 9월 중앙연구소 기업부설연구소로 인정
- 1997년 12월 주사제 생산시설 자동라인 설치 가동
- 2001년 2월 이규혁 사장, 대표이사 취임
- 2004년 5월 향남공장 KGMP 시설 개수공사 완료
- 2005년 9월 태안연수원 완공 (소재지: 충남 태안군 이원면 내리)
- 2007년 3월 이규혁 사장, 우석민 부사장 - 공동 대표이사 취임
- 2007년 5월 (주)명지약품 지분 100% 취득
- 2012년 1월 (주)명지약품 흡수 합병
- 2018년 2월 대구광역시-명문제약이 대구 혁신도시 내 의료R&D지구 투자협약체결
- 2019년 4월 멀미약 키미테 시리즈 리뉴얼 키미테정 출시

## 제품소개

### 일반의약품
- 키미테
- 키미테정
- 아이플러스
- 시노바
- 명문마이칼디정
- 알바린D
- 아이플러스 연질캡슐

### 전문의약품
- 후루마정
- 명문사포그릴레이트정
- 올데카캅셀
- 레노씬정
- 로세틴캡슐
- 세파제돈나트륨주 (경보제약에서 위탁제조)

### 의약외품 및 식품
- 파워텐
- 모스넷프로